# ليوبولدو رايموندي
ليوبولدو رايموندي (بالإيطالية: Leopoldo Raimondi)‏ هو لاعب كرة قدم إيطالي في مركز الدفاع، ولد في 2 مارس 1938 في بارما في إيطاليا، وتوفي بنفس المكان في 8 نوفمبر 2020. لعب مع نادي ألساندريا ونادي بارما ونادي روما ونادي فينيزيا.